# Codajás
Codajás là một đô thị thuộc bang Amazonas, Brasil. Đô thị này có diện tích 18711,53 km², dân số năm 2007 là 17966 người, mật độ 0,96 người/km².